# 佩德羅卡爾沃縣
1°50′S 80°14′W / 1.833°S 80.233°W
佩德羅卡爾沃縣（西班牙語：Cantón Pedro Carbo），是厄瓜多爾的縣份，位於該國中部，由瓜亞斯省負責管轄，始建於1984年7月19日，面積942平方公里，2001年人口36,711，人口密度每平方公里38.97人。